# 福島県道166号大野停車場大川原線
福島県道166号大野停車場大河原線（ふくしまけんどう166ごう おおのていしゃじょうおおがわらせん）は、福島県双葉郡大熊町にある一般県道である。

## 路線概要
- 起点：福島県双葉郡大熊町下野上字大野（JR常磐線 大野駅前）
- 終点：福島県双葉郡大熊町大川原字西平
- 総延長：3.514 km[1]
  - 実延長：総延長に同じ
- 路線認定年月日：1959年8月31日[2]

### 重用路線
- 福島県道252号夫沢大野停車場線（双葉郡大熊町下野上字大野〈起点〉～同町下野上字原）

### 道路施設
- 清水橋（熊川）

## 通過する自治体
- 福島県
  - 双葉郡大熊町

## 接続・交差する道路
- 福島県道251号小良ヶ浜野上線（下野上字大野〈起点〉）
- 福島県道252号夫沢大野停車場線 夫沢方面（下野上字原）
- 福島県道35号いわき浪江線（大川原字西平 終点）

## 沿線
- JR常磐線 大野駅